# 조민규 (골프 선수)
조민규(1988년 8월 8일~)는 대한민국의 골프 선수이다. 우리금융그룹 소속으로 활동하고 있다.